# Соседка (фильм, 2004)
«Сосе́дка» (англ. The Girl Next Door) — молодёжная комедия 2004 года с Эмилем Хиршем и Элишей Катберт в главной роли. Премьера в России 15 мая 2004.

## Сюжет
Мэттью Кидман (Эмиль Хирш) заканчивает старшую школу, он собирается получить стипендию в престижном Джорджтаунском университете, закончив который, он ещё на шаг приблизится к должности президента США. Для этого ему нужно прочитать речь перед школьным советом. Кроме этого, Мэтт как президент школьного совета собирает деньги, чтобы пригласить в США для учёбы гениального мальчика Самнанга Сока из Камбоджи. У него есть друзья Клиц и Элай. Но Мэтт чётко понимает — мимо него прошло много интересного, и ему даже нечего написать в школьный журнал.
Вынося мусор из дома, Мэтт замечает Дэниэл (Элиша Катберт) — девушку ангельской внешности, заходящую в соседний дом. Спеша поделиться с другом эмоциями от встречи с прекрасной незнакомкой, Мэтт замечает её в окне напротив и, не в силах отвести взгляд, наблюдает за тем, как она раздевается. Девушка замечает это, является к родителям Мэттью и просит его показать ей окрестности. Во время поездки она решает подшутить над Мэттом: выгоняет его из машины, заставляет раздеться прямо на дороге и уезжает, прихватив его одежду. Мэтт бежит за ней, прикрываясь плавательным кругом, потом Дэниэл догоняет его, и они продолжают прогулку. У них завязывается роман. Но затем Элай показывает Мэтту кассету с порнофильмом, где Мэтт узнает Дэниэл в восходящей порнозвезде Афине. По настоянию Элая он решает отвезти Дэниэл в мотель, чтобы заняться с ней сексом. По приезде в мотель Дэниэл даёт ему понять, что в курсе его намерений, обижается и уходит. На следующий день Мэтт, придя с извинениями к ней домой, застаёт там нового мужчину с татуировками по имени Келли. После этого все трое едут в стриптиз-клуб, где Келли сообщает Мэтту, что является порно-продюсером и что они с Дэниэл ранее встречались. Мэтт пытается поговорить с девушкой, но она холодно относится к нему. На следующий день Келли приходит к Мэтту в школу для поиска новых талантов, после чего они вдвоём едут в банк. Клерк Джинни поздравляет его с набором полной суммы для приезда Самнанга. Мэтт выдаёт Келли за своего школьного наставника. Джинни думает, что это сам мистер Селинджер (директор школы, которую заканчивает Мэттью). Некоторое время спустя продюсер увозит Дэниэл с собой в Лас-Вегас на фестиваль порнофильмов, а сама девушка говорит Мэттью, что от прошлого не уйти и что ей не место в новом городе. В кафе Мэттью рассказывает об этом Клицу и Элаю, на что первый говорит, что с этим ничего не поделать, но Мэтт решает ехать за Дэниэл на фестиваль.
Парни втроём приезжают на фестиваль порнофильмов в Лас-Вегас, где видят Дэниэл с её подругами, Эйприл и Феррари, на сцене для показа форм. Мэттью пытается достучаться до Дэниэл, но та советует ему возвращаться домой. Келли угрожает Мэтту и советует держаться от них подальше. На прощание, Мэтт зажимает в руках Дэниэл согнутый лист бумаги и говорит ей, что «он знает какая она на самом деле и что она лучше этого». Этим листом бумаги оказывается рисунок женщины, который девушка нарисовала в кафе в первый день знакомства с Мэттью. Послушав парня, Дэниэл оставляет Келли. Мэтт проводит ночь без сна (в дороге, а затем — повторяя речь), а рано утром к нему заявляется Дэниэл. Она подвозит его до школы, и тот предлагает ей пойти с ним на выпускной бал, на что она с удовольствием соглашается. Прямо во время урока в кабинет врывается Келли и увозит Мэтта с собой, рассказывая, что из-за того что Дэниэл уехала обратно, он задолжал 30 тыс. долларов и требует от Мэтта вернуть деньги, которых у парня нет, а затем предлагает ему в качестве своеобразного «выкупа» за то, чтобы он, Келли, оставил Дэниэл, прихватить золотую статуэтку (награду за лучший порнофильм), которая «должна была принадлежать ему». Он пару раз шутит над школьником, но потом бьёт в лицо. После этого он подсовывает Мэттью экстази под видом аспирина, а затем вызывает полицию и уезжает. Это оказывается дом конкурента Келли, порнопродюсера Хьюго Поша, который застаёт Мэттью с поличным. Мэттью забирают друзья, по дороге забрав Дэниэл. Парень оказывается в состоянии наркотического опьянения в день выступления, в результате чего он выбрасывает карточки с заготовленной речью и произносит речь про нравственную силу экспромтом, что неожиданно приносит ему успех — собравшиеся аплодируют стоя. Тем не менее, стипендию в университете получает его соперник.
Келли под видом школьного наставника Мэттью крадёт фонд стипендии Самнанга, из-за чего Мэтт попадает в большие неприятности, так как деньги нужны в ближайшее время. С помощью Дэниэл он вступает в контакт с Хьюго Пошем, возвращает ему статуэтку и договаривается о сделке. Её целью становится фильм «Половое воспитание», который прямо на школьном вечере снимает Элай. Роли исполняют порнозвёзды — подруги Дэниэл, а центральная роль достаётся Клицу. После выпускного вечера Мэтт и Дэниэл проводят ночь вместе, а утром Элай звонит Мэтту, сообщая что кассета исчезла. У себя дома Мэттью встречает за столом родителей, мистера Селинджера и Келли, который и украл плёнку. Он думает шантажировать Мэттью, полагая, что они сняли порнофильм, однако Мэттью совершено спокоен, так как фильм служит исключительно половому просвещению подростков. Фильм получает большой успех, Самнанг приезжает в страну, Мэттью сам оплачивает своё обучение в Джорджтаунском университете и встречается с Дэниэл.

## В ролях
| Актёр             | Роль                 |
| ----------------- | -------------------- |
| Эмиль Хирш        | Мэттью Кидман        |
| Элиша Катберт     | Дэниэл Кларк         |
| Тимоти Олифант    | Келли Саймон (Kelly) |
| Джеймс Ремар      | Хьюго Пош            |
| Кристофер Маркетт | Элай Брукс           |
| Пол Дано          | Клитц                |
| Бриана Бэнкс      | девушка в журнале    |
| Лютер Рейнс       | Бык                  |
| Аманда Свистен    | Эйприл               |
| Ли Сынхи          | Феррари              |
| Оливия Уайлд      | Келли (Kellie)       |
| Отем Ризер        | Джейн                |

## Сценарий
В основе сценария лежит история одного из создателей фильма, случившаяся с ним на заре его юности.
Съемки проходили с января по май 2003 года в Лос-Анджелесе и Санта-Кларите.

## Сборы
Кассовые сборы — $30 381 722
- США — $14 589 444
- В остальном мире — $15 792 278

Прокат в первый уик-енд — $6 003 806

## Награды
MTV Movie Awards, 2005
- Женский прорыв года (Элиша Катберт)
- Лучший поцелуй (Элиша Катберт, Эмиль Хирш)

## Саундтрек
| - «Under Pressure» (Queen и Дэвид Боуи) - «Angeles» (Эллиотт Смит) - «The Killing Moon» (Echo & the Bunnymen) - «Jump into the Fire» (Гарри Нильссон) - «Something in the Air» (Thunderclap Newman) - «The Field» (Кристофер Тинг) - «Take a Picture» (Filter) - «Slayed» (Overseer) - «No Retreat» (Dilated Peoples) - «This Year’s Love» (Дэвид Грэй) - «If It Feels Good Do It» (Sloan) - «Electric Lady Land» (Fantastic Plastic Machine) - «Bendy karate» (Phreak E.D.) - «Dick Dagger’s Theme» (PornoSonic) - «Suffering» (Satchel) | - «Break Down the Walls» (Youth of Today) - «Dopes to Infinity» (Monster Magnet) - «Spin Spin Sugar (Radio Edit)» (Sneaker Pimps) - «Big Muff» (Pepe Deluxé) - «Song for a Blue Guitar» (Red House Painters) - «Twilight Zone» (2 Unlimited) - «Get Naked» (Methods of Mayhem) - «Mondo '77» (Looper) - «Think Twice» (Ralph Myerz and the Jack Herren Band) - «This Beat is Hot» (B.G. The Prince of Rap) - «Turn of the Century» (Пит Йорн) - «Stay in School» (Ричард Патрик) - «Funk #49» (James Gang) - «Lady Marmalade» (Патти ЛаБелль) - «Christmas Song» (Mogwai) | - «Sweet Home Alabama» (Lynyrd Skynyrd) - «Arrival» (Марк Козелек) - «What’s Going On» (Марвин Гэй) - «Mannish Boy» (Мадди Уотерс) - «Purple Haze» (Groove Armada) - «Lapdance» (N.E.R.D.) - «Everytime I Think of You (I Get High)» (Phreak E.D.) - «Lucky Man» (The Verve) - «Sparrows Over Birmingham» (Джош Раус) - «Atlantis» (Донован) - «Baba O'Riley» (The Who) - «Maybe You’re Gone» (Binocular) - «One Fine Day» (Alastair Binks) |